# Eiche in Eiting

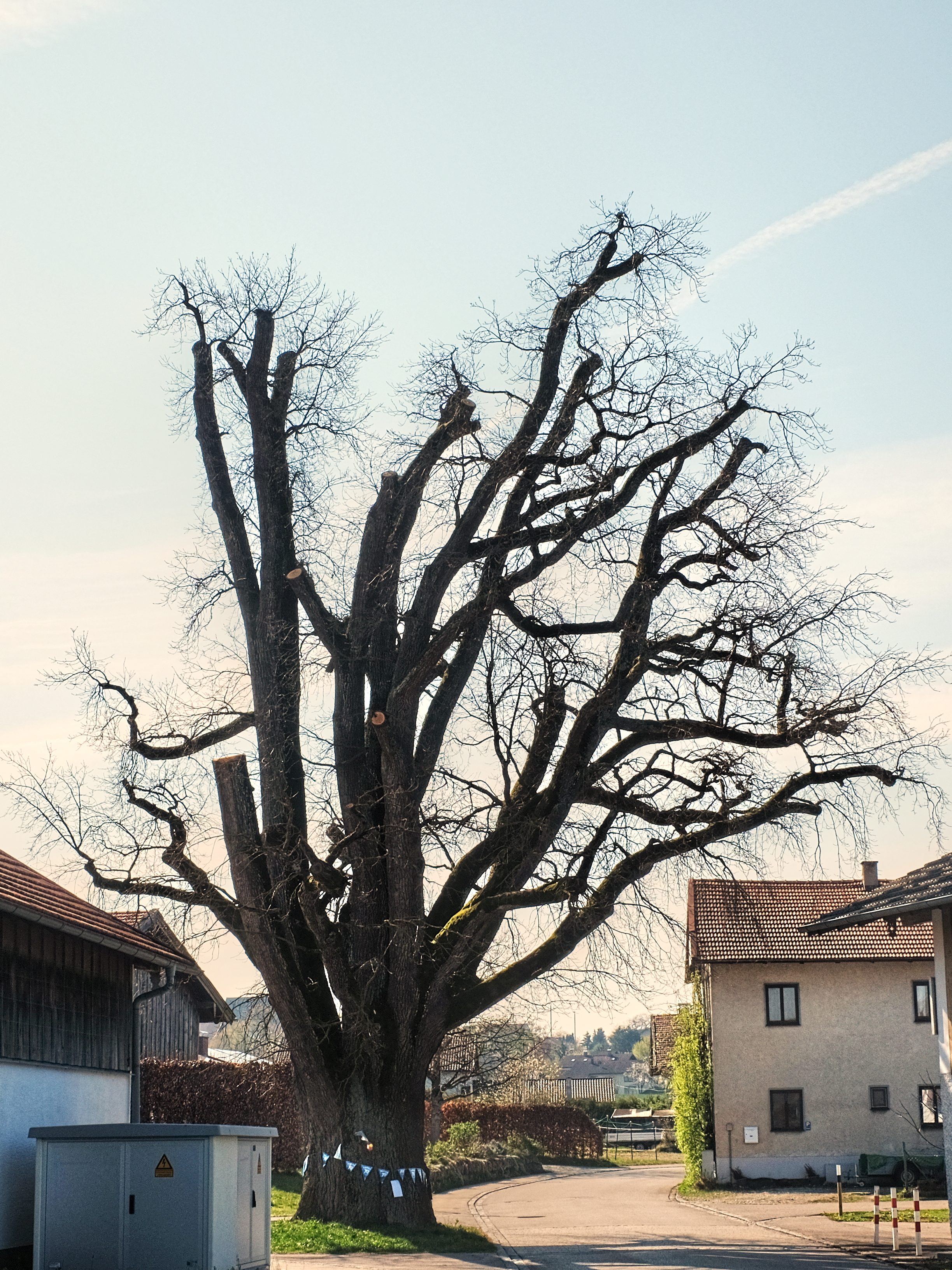
Eiche in Eiting
ND-01259

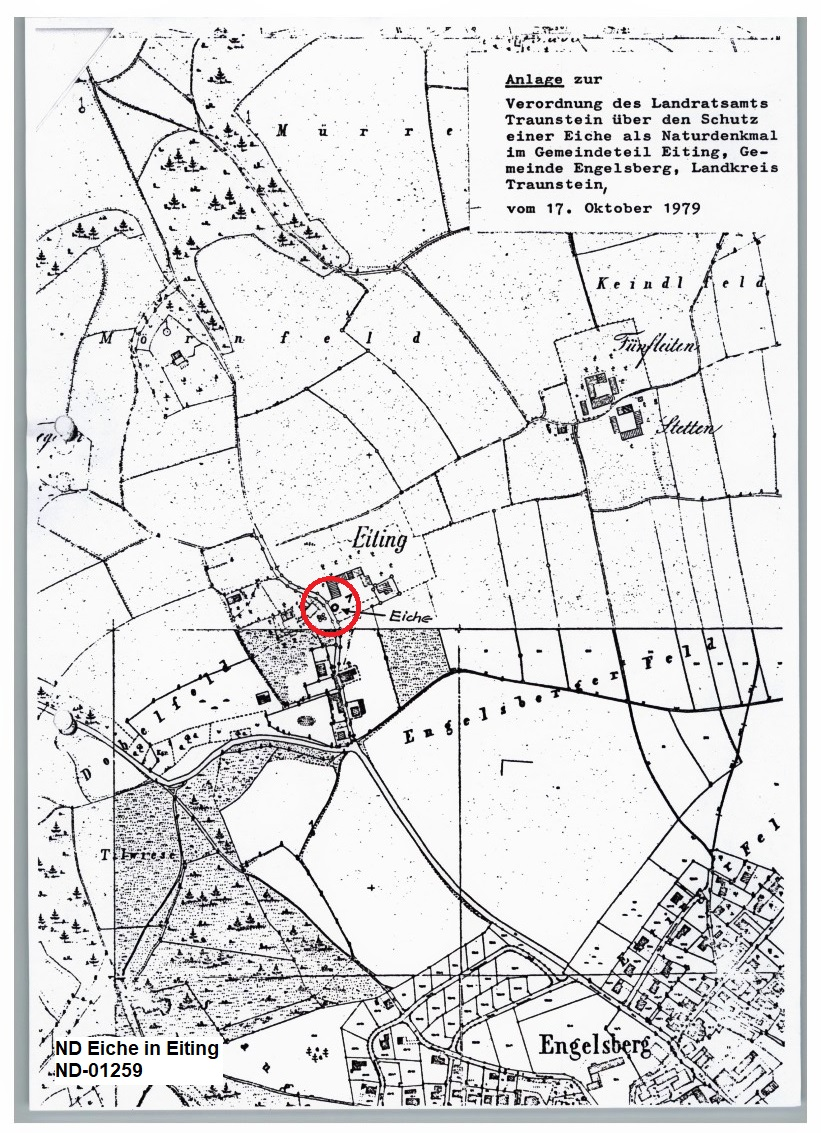
Lageplan Amtsblatt

Die Eiche in Eiting ist eine ca. 300 Jahre alte Stieleiche, mitten in Eiting, einem Ortsteil von Engelsberg, im Landkreis Traunstein.
Sie wurde im Jahr 1979 als Naturdenkmal unter Schutz gestellt und wird vom Bayerische Landesamt für Umwelt (LfU) unter ND-01259 gelistet.

## Beschreibung
Die Eiche in Eiting steht an einer Kreuzung und ist mit einer kleinen Grünfläche umgeben. Der Stamm verzweigt sich in ca. 3 m Höhe in mehrere Äste, die schräg nach oben ragen. Die Krone wurde zum Schutz eingekürzt.
| Alter             | ca. 300 Jahre |
| Stammumfang       | 6,71 m        |
| Höhe des Baumes   | 19 m          |
| Kronendurchmesser | 23 m          |